# Гезо
Гезо (фр. Ghézo; ? — 1858) — король Дагомеи (1818—1858).

## Биография
Гезо был одним из сыновей короля Дагомеи Агонгло. Он взошёл на дагомейский престол в 1818 году, свергнув своего старшего брата Адандозана.

### Работорговля
В период правления Гезо в стране процветала работорговля. Каждый год во время сухих сезонов король разворачивал успешные военные кампании против соседних африканских племён, в результате которых имел большое количество военнопленных, впоследствии продаваемых в качестве рабов. Таким образом, войны, ведомые Гезо, были прекрасным способом для пополнения королевской казны. Его главным советником и монополистом на внешнюю торговлю был бразильский авантюрист Франсиску ди Соза.
В 1849-1850 годах Дагомею посетили две британские миссии во главе с Фредериком Е. Форбсом, пытавшимся убедить Гезо отказаться от торговли рабами. Обе они не увенчались успехом: король не хотел потерять эффективный источник дохода. Впоследствии Форбс оставил воспоминания о беседах с Гезо в своём дневнике.

### Внешняя политика
Именно в период власти Гезо произошли потепления в отношениях между Дагомеей и Францией, пришедших в упадок к XVI веку. В 1844 году король санкционировал постройку французского торгового дома фирмы «Режи & Фабр» в городе Уида.
При Гезо окончательно прекратилась выплата Дагомеей дани соседнему государству Ойо. С помощью усиления дагомейской армии и вооружения женского населения (т. н. дагомейские амазонки) король привёл страну к состоянию, в котором она была способна отразить возможное нападение Ойо.
Гезо погиб в бою с воинами йоруба в 1858 году. Его смерть в Бенине считается трагичной и преждевременной.